# 信楽町多羅尾
信楽町多羅尾（しがらきちょうたらお）は、滋賀県甲賀市の町丁。本項では前身である甲賀郡多羅尾村（たらおむら）についても記す。

## 地理
甲賀市の南西端の山間部に位置し、北で信楽町小川、北・東で信楽町神山、東で三重県伊賀市諏訪、南で同市西高倉・西山・島ヶ原、西で京都府相楽郡南山城村北大河原・野殿・童仙房および同和束町湯船に接する。北西から南東に滋賀県道・三重県道138号信楽上野線、北東から南西に滋賀県道334号多羅尾神山線が通過する。江戸時代には多羅尾代官所が所在した。家来の家も立ち並び、江戸や地方から訪れる人で賑わいを見せたという。
山間に位置する特性から旧信楽町の他の地域と比べても寒冷で、この気候を生かして水稲、シイタケ、トマト、三度豆が栽培されている。

### 河川
- 神有川
- 滝川
- 流谷川

## 歴史
地名の由来として、つぎのような伝説がある。
もともとこの地には、たらが自然に大量に生えていて、たらほとか、たら野などと呼ばれていたが、平安時代のはじめ（814年ごろ）空海が真言宗の本山、金剛峰寺をどこに建てようかと近畿地方を歩き回っていたとき、ここにも来て、村主にこう示唆した。
「印度の国では、多羅という大きな木が、たくさん植えられていて、むかし、まだ、紙がなかった時代は、この木の葉を干して、乾かし、これに、小刀のようなもので、経文を彫った。これを、多羅葉経といって、たいへん貴重なものとされた。多羅と、たらは、木の種類が違うが、発音が同じだから、今後、この、ありがたい多羅の字を用いて、多羅尾と改めるがよい。」
。
- 幕末時点では甲賀郡多羅尾村で、多羅尾氏による支配であった。「旧高旧領取調帳」の記載によると旗本領。
- 明治3年（1870年） - 大津県の管轄となる。
- 明治5年1月19日（1872年2月27日） - 大津県が改称して滋賀県となる。
- 1889年（明治22年）4月1日 - 町村制の施行により、近世以来の多羅尾村が単独で自治体を形成。
- 1953年（昭和28年）8月15日 - 多羅尾豪雨発生。土砂災害により住民44人と家屋269戸が土砂の下敷きとなった[7]。
- 1954年（昭和29年）9月1日 - 多羅尾村が信楽町・雲井村・小原村・朝宮村と合併して信楽町が発足。同町大字多羅尾となる。
- 2004年（平成16年）10月1日 - 信楽町が水口町・土山町・甲賀町・甲南町と合併して甲賀市が発足し、同市信楽町多羅尾となる。

## 世帯数と人口
2019年（令和元年）8月31日現在の世帯数と人口は以下の通りである。
| 町丁         | 世帯数  | 人口  |
| ------------ | ------- | ----- |
| 信楽町多羅尾 | 170世帯 | 339人 |

### 人口の変遷
国勢調査による人口の推移。
| 2010年（平成22年） | 442人 | [ 8 ] |  |
| 2015年（平成27年） | 359人 | [ 9 ] |  |

### 世帯数の変遷
国勢調査による世帯数の推移。
| 2010年（平成22年） | 175世帯 | [ 8 ] |  |
| 2015年（平成27年） | 164世帯 | [ 9 ] |  |

## 学区
市立小・中学校に通う場合、学区は以下の通りとなる。
| 番・番地等 | 小学校               | 中学校             |
| ---------- | -------------------- | ------------------ |
| 全域       | 甲賀市立多羅尾小学校 | 甲賀市立信楽中学校 |

## 交通

### 路線バス
- 甲賀市コミュニティバス
- 多羅尾線

信楽駅 - 信楽地域市民センター - 栄町 - 江田 - 小川出 - 近江小川 - 茶屋出 - 近江中野 - 多羅尾 - 多羅尾上出
信楽駅 - 信楽地域市民センター - 栄町 - 江田 - 小川出 - 近江小川 - 茶屋出 - 六呂川 - 信楽温泉
信楽駅 - 信楽地域市民センター - 栄町 - 平和堂 - 小川出 - 近江小川 - 茶屋出 - 六呂川 - 信楽温泉
信楽温泉発着は「江田経由」と「平和堂経由」に分類される。なお、多羅尾上出発着は「平和堂」を経由する便の設定が存在しない。

### 道路
- 滋賀県道・三重県道138号信楽上野線
- 滋賀県道334号多羅尾神山線

## 施設
- 多羅尾簡易郵便局
- 甲賀市立多羅尾小学校
- JAこうか多羅尾
- 浄顕寺
- 里宮神社
- 信楽温泉多羅尾之湯
- タラオカントリークラブ
- デイリー信楽カントリークラブ

## 出身・関連著名人
- 森川温子、ミュージカル俳優

## その他

### 日本郵便
- 郵便番号 : 529-1821[3]（集配局：信楽郵便局[11]）。